# Городницкий, Саша
Саша Городницкий (англ. Sascha Gorodnitzki; 1904 или 1905, Киев — 1986) — американский пианист и музыкальный педагог российского происхождения.

## Биография
Сын Осипа Борисовича и Евгении Самойловны Городницких. Ребёнком с семьёй переехал в США; родители Городницкого держали частную музыкальную школу в Бруклине. Учился в Институте музыкального искусства у Перси Гетшуса, Рубина Голдмарка, Генри Эдуарда Кребиля, затем в Джульярдской школе у Иосифа Левина. В 1930 году вместе с виолончелисткой Ольгой Зундель и певицей Флорой Коллинз выиграл представительный конкурс молодых музыкантов (с Артуром Боданцким, Рудольфом Ганцем, Зыгмунтом Стоёвским и другими авторитетными специалистами в жюри)>; по итогам конкурса выступил в Карнеги-холле в сопровождении Нью-Йоркского филармонического оркестра.
В дальнейшем до самой смерти преподавал в той же Джульярдской школе; среди его учеников, в частности, Франсуа Жоэль Тиолье, Анджела Ченг (Angela Cheng Архивная копия от 11 января 2010 на Wayback Machine), Андре Лаплант, Рёгнвальдур Сигурйоунссон, Гаррик Олссон и др. Записал «Вариации на тему Паганини» и «Вариации на тему Генделя» Иоганнеса Брамса, ряд небольших фортепианных пьес.